# Leptogenys luederwaldti
Leptogenys luederwaldti é uma espécie de formiga do gênero Leptogenys, pertencente à subfamília Ponerinae.